# Bjørnstjerne Bjørnsons Lig føres gennem København
Bjørnstjerne Bjørnsons Lig føres gennem København er en dansk reportagefilm fra 1910 produceret af Nordisk Films Kompagni.

## Handling
Bjørnstjerne Bjørnson (1832-1910), norsk forfatter med stor indflydelse i samfundsdebatten vedrørende Norden og Norge døde 26. april i Paris. Den 30. april ankom kisten med tog til København. Fra banegården førtes kisten i et storslået sørgetog med mange prominente deltagere gennem byen til Toldboden.
Den 1. maj 1910. Kisten med Bjørnstjerne Bjørnson anbringes på hestetrukken vogn og føres gennem Københavns gader med hornorkester i spidsen. Tusinde mennesker fylder gaderne. Følget er meget stort, bl.a. deltager Dansk Kvindesamfund. Kisten føres til Københavns havn, hvor panserskibet "Norge" skal sejle Bjørnsons kiste hjem til Norge. Konseilspræsident Zahle taler ved Toldboden. Pressefotograf ses arbejde ved krigsskibets landgang. Panserskibet 'Norge' sejler bort.